# General Calixto Contreras
General Calixto Contreras es una localidad del estado mexicano de Durango. Es parte del municipio de Guadalupe Victoria.

## Toponimia
El nombre de la localidad rinde homenaje a Calixto Contreras, militar partícipe de la Revolución mexicana en favor del bando villista, y oriundo del estado de Durango.

## Demografía
| Gráfica de evolución demográfica |
|                                  |

| Censo | Población |
| ----- | --------- |
| 1921  | 407       |
| 1930  | 477       |
| 1940  | 756       |
| 1950  | 849       |
| 1960  | 1 088     |
| 1970  | 1 529     |
| 1980  | 1 769     |
| 1990  | 1 743     |
| 2000  | 1 987     |
| 2010  | 2 213     |
| 2020  | 2 182     |